# 877년

## 연호
- 당(唐) 건부(乾符) 4년
- 일본(日本) 조간(貞観) 19년 / 간교(元慶) 원년

## 기년
- 당(唐) 희종(僖宗) 4년
- 신라(新羅) 헌강왕(憲康王) 3년
- 발해(渤海) 대현석(大玄錫) 7년

## 탄생
- 1월 31일(음력 1월 14일) 고려(高麗) 초대 국왕(國王) 태조(太祖)

## 사망
- 카를 2세, 신성 로마 제국 황제.